# Pawel Nikolajewitsch Grudinin

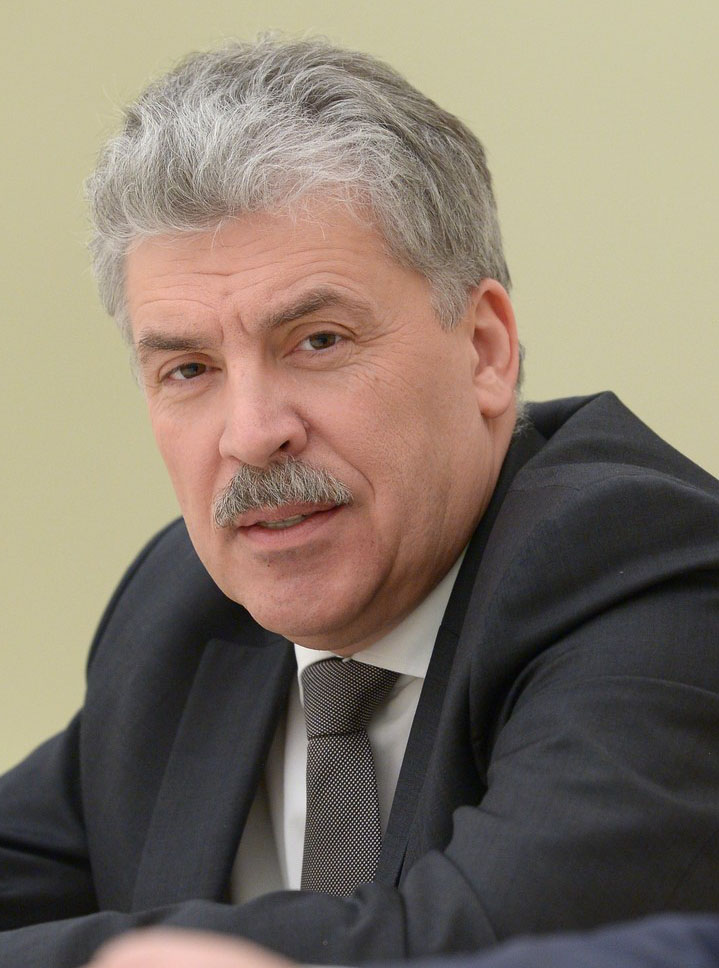
Pawel Grudinin (2018)

Pawel Nikolajewitsch Grudinin (russisch Павел Николаевич Грудинин; * 20. Oktober 1960 in Moskau, Sowjetunion) ist ein russischer Agrarunternehmer und Politiker. Er trat für die Kommunistische Partei der Russischen Föderation (KPRF) als parteiloser Kandidat zur Präsidentschaftswahl 2018 an.

## Leben

### Ausbildung und Aufstieg zum Direktor und Hauptinhaber eines Landwirtschaftsbetriebes
Grudinin wurde 1960 in Moskau geboren. Seine Familie zog ein Jahr später in den Leninski rajon der Oblast Moskau. Er schloss 1977 die Schule ab und absolvierte 1982 die Fakultät für Wirtschaftsingenieurwesen des „Moskauer Instituts für Ingenieure der landwirtschaftlichen Produktion“ als Maschinenbauingenieur. Von 1982 bis 1989 arbeitete er als Werkstattleiter der staatlichen Sowchose „W. I. Lenin“ im Leninski rajon und war von 1990 bis 1995 stellvertretender kaufmännischer Direktor dieses Unternehmens. 1995 wurde er von den Aktionären der geschlossenen Aktiengesellschaft „Lenin-Sowchose“ zum Direktor des Unternehmens gewählt. Grudinins Firma wird in der öffentlichen Wahrnehmung als „Insel des Sozialismus im harten kapitalistischen Dschungel“ bezeichnet. Der Betrieb ist sehr sozial orientiert. Den Mitarbeitern werden kostenlose Wohnungen zur Verfügung gestellt, die Infrastruktur entwickelt, Schulen und Kindergärten gebaut. Schulessen und Gesundheitsversorgung sowie zahlreiche kommunale Dienstleistungen sind kostenfrei. Die Bezahlung ist überdurchschnittlich. Das Unternehmen erwirtschaftet einen Umsatz von etwa 40 Millionen Franken, verbunden mit maschinellen Modernisierungen wurden jedoch auch hier in 15 Jahren zwei Drittel der Belegschaft abgebaut. Grudinin gehörten 2018 knapp 43 Prozent der Anteile, er ist damit größter Aktionär der Sowchose.
2001 absolvierte Grudinin die Russische Akademie des Staatsdienstes beim Präsidenten der Russischen Föderation als Rechtswissenschaftler. Er ist seit August 2012 Mitglied des Expertenrates bei der Regierung der Russischen Föderation und seit Februar 2015 Leitungsmitglied des Nationalen Rates der Milchproduzenten. Seit 2011 fungiert er als Stellvertreter des Vorsitzenden der Handels- und Industriekammer der Russischen Föderation. Er ist seit 2016 Mitglied des Öffentlichen Rates des Landwirtschaftsministeriums der Russischen Föderation.

### Politische Tätigkeiten bis 2017
Grudinin war von 1997 bis 2001 Duma-Abgeordneter der Oblast Moskau. Er war Mitglied des Komitees für Wirtschaftspolitik und stellvertretender Vorsitzender des Haushaltskomitees. Im Jahr 2000 war er Vertrauter des Kandidaten Putin zur Präsidentschaftswahl. Grudinin war bis 2010 Mitglied der Partei „Einiges Russland“. 2002 bis 2007 wurde er als Direktkandidat sowie von 2007 bis 2011 als Kandidat der Partei „Einiges Russland“ erneut zum Duma-Abgeordneten der Oblast Moskau gewählt. Er war für die Parteifraktion tätig und übernahm die Funktion des stellvertretenden Vorsitzenden des Komitees für Wirtschafts- und Innovationspolitik. 2010 kandidierte er für den Posten des Bezirkschefs des Leninski rajon. Das Wahlkomitee versagte ihm die Registrierung wegen Unregelmäßigkeiten in den Unterschriftenlisten des Kandidaten. 2011 wurde er zur Duma-Wahl der Oblast Moskau von der KPRF nominiert. Im November 2011 annullierte das Oberste Gericht der Oblast Moskau seine Registrierung. In einem am 3. November 2011 veröffentlichten Interview der Zeitschrift „Russischer Reporter“ erkannte das Gericht Anzeichen von Extremismus. Grudinin bestritt die Vorwürfe und teilte mit, das Interview sei verzerrt worden. Auf Grundlage des Gerichtsurteils wurde Grudinin ein zeitweiliges Kandidaturverbot ausgesprochen und ihm die Registrierung zur Abgeordnetenwahl des Rajonsowjets 2013 versagt. Im Februar 2014 stimmte das Oberste Gericht der Russischen Föderation der Berufung Grudinins zu und forderte das Oberste Gericht der Oblast Moskau auf, den Fall wieder aufzunehmen.
Am 18. September 2016 kandidierte er zur Wahl der Staatsduma der Russischen Föderation für die KPRF. Er konnte sich weder bei dieser Wahl noch bei der späteren Abgeordnetenwahl zur Duma der Oblast Moskau durchsetzen. Am 10. September 2017 kandidierte er für den Abgeordnetenrat der Stadt Widnoje und wurde mit 71,13 % der Stimmen gewählt. Am 29. September 2017 wurde er zum Vorsitzenden des Abgeordnetenrates der Stadt Widnoje gewählt.

### Präsidentschaftskandidatur zur Wahl 2018
Grudinin wurde anstelle des KPRF-Vorsitzenden Gennadi Sjuganow am 23. Dezember 2017 auf dem XVII. Parteitag der KPRF für die Präsidentschaftswahl am 18. März 2018 nominiert. Er ist Anhänger der KPRF, aber kein Parteimitglied. Zu Grudinins Wahlzielen gehören u. a. die Verstaatlichung der russischen Eisenbahn und des Ölunternehmens Rosneft. Die Oligarchen sollen gezwungen werden, ihr Geld von Offshore-Zonen nach Russland zurückzubringen. Er orientiert sich dabei nach eigenen Angaben an der sozialen Marktwirtschaft Deutschlands.
Laut Gesetz müssen die Präsidentschaftskandidaten vor ihrer Registrierung der zentralen Wahlkommission nachweisen, dass sie keine Auslandskonten oder ausländische Finanzinstrumente besitzen. Grudinin teilte der zentralen Wahlkommission am 8. Januar 2018 mit, dass er über ausländische Konten und Wertpapiere im Wert von ca. 7,5 Mrd. Rubel verfüge. In den am 28. Dezember 2017 eingereichten Nominierungsunterlagen fehlten diese Angaben. Grudinin gab an, über Auslandskonten in Österreich für Spitalaufenthalte zu verfügen, und verwies auf Probleme im russischen Gesundheitssystem. Am 12. Januar 2018 registrierte die zentrale Wahlkommission ihn als Kandidaten, nachdem Grudinin erklärt hatte, alle ausländischen Konten geschlossen zu haben.
Nach einer Umfrage von Mitte Januar 2018 erreichte er landesweit eine Zustimmung von etwa acht Prozent. Grudinin nutzte auch wesentlich YouTube-Videos für seinen Wahlkampf, in denen er die russische Regierungspolitik als antisozial und wirtschaftlich unmodern kritisierte. Er wurde von westlichen Medien teilweise als Kandidat einer Systemopposition betrachtet, welche Stimmen der unzufriedenen Bürger bindet, sich aber im Wesentlichen der Regierungspartei unterwerfen werde. Jedoch revidierte der Stern dieses Urteil und bescheinigte Grudinin, ein ernsthafter Gegenkandidat geworden zu sein, der vom Kreml auch entsprechend angegriffen werde. Auch innerhalb der russischen Linken wurde die Kandidatur Grudinin vor dem Hintergrund einer möglichen zu großen Nähe zum Kreml und mangelnder Nähe zum Volk kontrovers diskutiert, wobei ihm auch Charisma und persönliche Erfolge auf dem Gebiet der Sozialpolitik als Gegenargument bescheinigt wurden. Bei der Präsidentschaftswahl 2018 erhielt er 11,77 % der Stimmen.

### Präsidentschaftswahlen 2024
Im November 2019 kündigte Grudinin an, bei den Präsidentschaftswahlen 2024 kandidieren zu wollen. Im Falle eines Wahlsieges werde er das Parlament auflösen und unverzügliche Neuwahlen organisieren lassen. Darüber hinaus werde er alle auf illegale Weise erworbenen Einkünfte verstaatlichen.

### Privates
Grudinin ist verheiratet und Vater zweier Söhne. Sein Großvater mütterlicherseits war Jude.

## Auszeichnungen
- Verdienter Arbeiter der Landwirtschaft der Russischen Föderation (2001)
- Sieger des gesamtrussischen Wettbewerbs „Manager des Jahres“ (2005)
- Nationaler Preisträger „Beste Führungskraft des Jahres 2010“